# تلماسه: بخش سه
تلماسه: بخش سه (انگلیسی: Dune: Part Three) یک فیلم علمی تخیلی حماسی آمریکایی به کارگردانی دنی ویلنوو است که فیلمنامه آن را به همراه جان اسپیتز نوشته است. این فیلم دنبالهٔ تلماسه (۲۰۲۱) و تلماسه: بخش دو (۲۰۲۴) بوده و پس از مینی‌سریال فرزندان تلماسه فرانک هربرت (۲۰۰۳)، دومین اقتباس لایو-اکشن از رمان مسیحای تلماسه (۱۹۶۹) اثر فرانک هربرت محسوب می‌شود.
این فیلم قرار است در ۱۸ دسامبر ۲۰۲۶ در ایالات متحده اکران شود.

## بازیگران
- تیموتی شالامی در نقش پل اتریدیز، معروف به مُعَدّیب و اُسول
- زندایا در نقش چانی
- فلورنس پیو در نقش پرنسس ایرولان
- جیسون موموآ در نقش دانکن آیداهو، استاد شمشیرزنی خاندان آتریدس و یکی از مربیان پل
- ناکوآ-وولف موموآ در نقش لتو دوم آتریدس، پسر پل و چانی و برادر دوقلوی غنیمه
- آیدا بروک در نقش غنیمه آتریدس، خواهر دوقلوی لتو دوم

## تولید

### توسعه
در سال ۲۰۱۱، ماری پارنت، نایب‌رئیس تولید جهانی لجندری پیکچرز، و کیل بویتر، شریک تهیه‌کننده‌اش، حقوق اقتباس از رمان اصلی تلماسه (۱۹۶۵) اثر فرانک هربرت را به دست آوردند. در نهایت، لجندری در نوامبر ۲۰۱۶ حقوق فیلم و سریال مجموعه تلماسه را کسب کرد. لجندری، دنی ویلنوو را برای کارگردانی اقتباس سینمایی تل‌ماسه استخدام کرد و بعداً با شرکت مادر، برادران وارنر پیکچرز، قرارداد تولید یک اقتباس دوبخشی را امضا کرد. ویلنوو در جشنواره فیلم ونیز ۲۰۲۱، هنگام تبلیغ تل‌ماسه (۲۰۲۱)، از قصد خود برای اقتباس از رمان دوم هربرت، مسیحای تلماسه، در صورت موفقیت فیلم‌های تل‌ماسه خبر داد. پس از تأیید رسمی ساخت تلماسه: بخش دو در اکتبر ۲۰۲۱، ویلنوو بار دیگر بر امید خود برای ساخت فیلمی بر اساس مسیحای تل‌ماسه تأکید کرد. جان اسپیتز، فیلمنامه‌نویس، در مارس ۲۰۲۲ تأیید کرد که ویلنوو همچنان برای فیلم سوم برنامه‌ریزی می‌کند. همراه با پروژه‌های فرعی تلویزیونی در دنیای تل‌ماسه. ویلنوو قصد دارد مسیحای تل‌ماسه آخرین فیلم او در این مجموعه و پایان سه‌گانه پل آتریدس باشد. او به دلیل خستگی از کارگردانی پیاپی فیلم‌های تل‌ماسه، قصد داشت پیش از تولید این فیلم استراحت کند و فیلم دیگری بسازد. پس از اکران تل‌ماسه: بخش دوم، جاشوا گروود، مدیرعامل لجندری، اعلام کرد که استودیو در حال توسعه فیلم است. در مارس ۲۰۲۴، ویلنوو با احتیاط دربارهٔ ساخت فیلم سخن گفت و تأکید کرد که تنها در صورتی آن را خواهد ساخت که فیلمنامه بهتر از تل‌ماسه: بخش دوم باشد. در آوریل ۲۰۲۴، توسعه فیلم توسط ویلنوو و لجندری تأیید شد. در ۲۸ ژوئن ۲۰۲۴، برادران وارنر تاریخ اکران ۱۸ دسامبر ۲۰۲۶ را برای فیلمی به کارگردانی ویلنوو اعلام کرد که هالیوود ریپورتر و ددلاین هالیوود گمان کردند این فیلم سومین تل‌ماسه است. ددلاین همچنین گزارش داد که کار روی فیلمنامه و انتخاب بازیگران ادامه دارد. در دسامبر ۲۰۲۴، گزارش شد که لینوس ساندگرن در حال مذاکره برای فیلمبرداری این فیلم به جای گرگ فریزر، فیلمبردار دو فیلم قبلی، است که به دلیل تعهد به فیلم بتمن: بخش دوم (۲۰۲۷) نتوانست در این پروژه حضور یابد.

### فیلمنامه
هنگام نوشتن تل‌ماسه: بخش دوم، ویلنوو به نیت اصلی هربرت برای پرهیز از به تصویر کشیدن پل آتریدس به‌عنوان یک قهرمان توجه داشت و او را به‌عنوان یک شخصیت ضدقهرمان و نقدی بر مفهوم «شخصیت مسیحایی» طراحی کرد. این دیدگاه بر نحوه نوشتن پل در بخش دوم تأثیر گذاشت و پایان‌بندی آن برای آماده‌سازی دنباله تنظیم شد. تا اوایل اوت ۲۰۲۳، ویلنوو شروع به ایده‌پردازی برای فیلم کرد و گفت که «کلماتی روی کاغذ» وجود دارد. تا دسامبر همان سال، او اعلام کرد که تقریباً نوشتن فیلمنامه را به پایان رسانده است. کار روی فیلمنامه در ژانویه بعدی ادامه یافت و ویلنوو تأکید کرد که فیلم، قوس داستانی آتریدس را به پایان می‌رساند و ۱۲ سال پس از بخش دوم رخ می‌دهد. در فوریه ۲۰۲۵، ویلنوو اظهار داشت که قلب چانی در این فیلم «شکسته» است و فیلم با آغاز «جنگ مقدس» شروع می‌شود. او پس از بازخورد مثبت منتقدان به بخش دوم، احساس «مسئولیت» برای اتمام کار خود روی این فیلم کرد.

### انتخاب بازیگران
در مارس ۲۰۲۵، جیسون موموآ تأیید کرد که نقش دانکن آیداهو را از فیلم تل‌ماسه تکرار خواهد کرد. در آوریل ۲۰۲۵، گزارش شد که رابرت پتینسون برای نقشی در نظر گرفته شده است و بازگشت تیموتی شالامی، زندایا و فلورنس پیو از فیلم‌های قبلی تأیید شد. در صورت پیوستن پتینسون، او نقش منفی اسکایتل را بازی خواهد کرد. در ژوئن ۲۰۲۵، ناکوآ-وولف موموآ (پسر جیسون موموآ) و آیدا بروک به ترتیب برای نقش‌های لتو دوم و غنیمه آتریدس انتخاب شدند. متیو بلونی از نشریهٔ پوک گزارش داد که پتینسون پس از فیلمبرداری این فیلم، برنامه خود را برای فیلم بعدی بتمن در ژانویه ۲۰۲۶ آماده خواهد کرد.

### فیلمبرداری
تصویربرداری اصلی در ۷ ژوئیه ۲۰۲۵ در استودیوهای اوریگو در بوداپست آغاز شد. این فیلم به‌طور کامل با دوربین‌های آی‌مکس فیلمبرداری می‌شود و پس از ادیسه (۲۰۲۶) اثر کریستوفر نولان، دومین فیلمی است که این روش را به کار می‌برد. پیش‌تر انتظار می‌رفت فیلمبرداری در سال ۲۰۲۶ آغاز شود.

### موسیقی
تا فوریه ۲۰۲۴، حضور هانس زیمر برای آهنگسازی موسیقی فیلم تأیید شد.

## اکران
مسیحای تل‌ماسه قرار است توسط برادران وارنر پیکچرز در ۱۸ دسامبر ۲۰۲۶ در ایالات متحده اکران شود.